# Dobravšce
Dobravšce so naselje v Občini Gorenja vas - Poljane. Na Dobravšcah deluje 6 kmetij. V zadnjih nekaj letih se je zgradilo veliko hiš, glede na velikost vasi.